# تزویج آرسی
تزویج آرسی (به انگلیسی: RC coupling) پرکاربردترین روش تزویج‌سازی در تقویت‌کننده‌های چندطبقه‌ای است. این یک کاربرد تزویج خازنی است. در این حالت مقاومت R مقاومتی است که در پایانه کلکتور و خازن C بین تقویت‌کننده‌ها وصل‌شده‌است. همچنین به آن خازن مسدودسازی نیز می‌گویند، زیرا ولتاژ DC را مسدود می‌کند. عیب اصلی این روش تزویج این است که باعث اتلاف سیگنال‌های فرکانس پایین می‌شود. با این حال، برای تقویت سیگنال‌های فرکانس‌های بزرگتر از ۱۰ هرتز، این تزویج بهترین و کم هزینه‌ترین روش است. معمولاً در تقویت‌کننده‌های سیگنال کوچک مانند ضبط پخش‌کننده‌ها، ضبط صوت، گیرنده‌های رادیویی و غیره استفاده می‌شود.